# Łańcuch alpejsko-himalajski
Łańcuch alpejsko-himalajski – wielki system górski w północnej Afryce, południowej Europie i południowej Azji. Należą do niego subsystemy górskie powstałe w orogenezie alpejskiej na pograniczu płyty eurazjatyckiej z płytami afrykańską, egejską, arabską i indoaustralijską. Niewielka płyta adriatycka jest zaklinowana między dwa odgałęzienia łańcucha – pomiędzy Apeniny i Góry Dynarskie. Łańcuch alpejsko-himalajski wciąż podlega wypiętrzaniu, wskutek czego jako całość jest drugim co do intensywności wstrząsów obszarem sejsmicznym na świecie (po pacyficznym pierścieniu ognia). 
Łańcuch alpejsko-himalajski ma przebieg w przybliżeniu równoleżnikowy, z wyjątkiem sięgającej daleko na południe odnogi Azji Południowo-Wschodniej. Rozciąga się od Półwyspu Iberyjskiego na zachodnim krańcu Europy po archipelag Wysp Sundajskich na południowo-wschodnim krańcu Azji, gdzie łączy się z równie wielkim systemem łańcucha okołopacyficznego. Składa się z dwóch, a w niektórych miejscach trzech gałęzi, między którymi w zapadliskach tektonicznych zachowały się pozostałości starszych skorup – kontynentalnej płyty kimmeryjskiej i młodszej skorupy oceanicznej.
W skład łańcucha alpejsko-himalajskiego wchodzą następujące łańcuchy górskie: 
- Góry Kantabryjskie, Góry Kastylijskie, Góry Iberyjskie, Pireneje, Alpy, Sudety, Karpaty, Bałkan i Góry Krymskie – północna gałąź w Europie,
- Atlas w Afryce oraz Góry Betyckie, Sierra Morena, Apeniny, Alpy (w Alpach obie gałęzie na krótkim odcinku się łączą), Góry Dynarskie (Hellenidy) i góry na wyspach na południu Morza Egejskiego (Kreta, Karpatos i Rodos) – południowa gałąź w Europie,
- Góry Pontyjskie, Kaukaz, Mały Kaukaz, Wyżyna Armeńska, Elburs, Kopet-dag, Hindukusz (w tym paśmie obie gałęzie się łączą), Pamir, Tienszan, Kunlun, Hengduan Shan, góry Półwyspu Indochińskiego i Półwyspu Malajskiego (m.in. Góry Annamskie) – północna gałąź w Azji,
- góry Cypru, Taurus, Zagros, Mekran, Góry Sulejmańskie, Karakorum, Himalaje, Patkaj, Czin, Góry Arakańskie, archipelagi Andamany i Nikobary, góry Sumatry, Jawy i Małych Wysp Sundajskich – południowa gałąź w Azji.